# Pseudoscada erruca
Pseudoscada erruca är en fjärilsart som beskrevs av William Chapman Hewitson 1855. Pseudoscada erruca ingår i släktet Pseudoscada och familjen praktfjärilar. Inga underarter finns listade.

## Bildgalleri

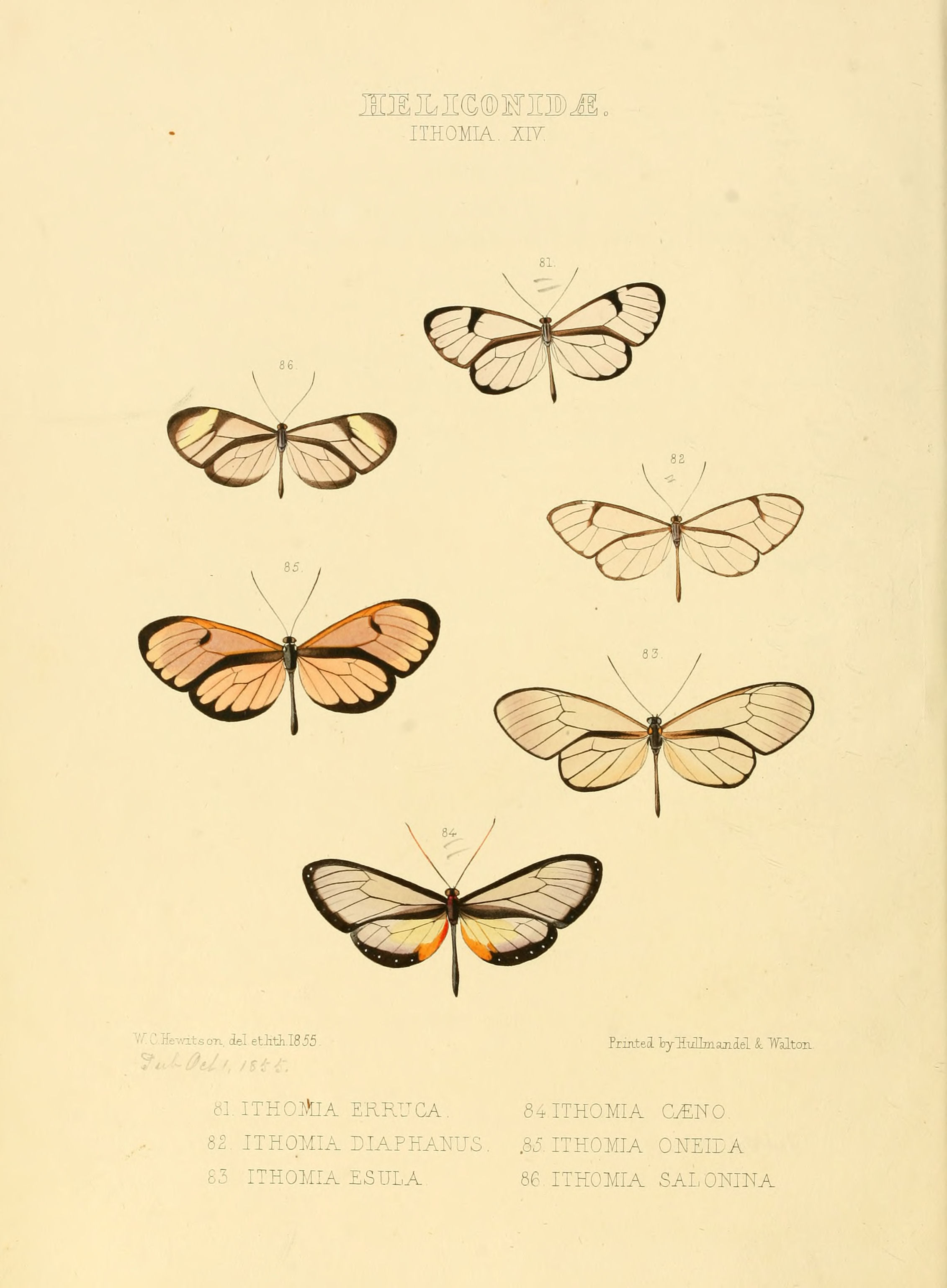